# Cale ferată
Calea ferată este o cale de comunicație și reprezintă mijlocul de transport terestru, destinat circulației vehiculelor prin rulare pe șine sau cabluri. Aceasta constă dintr-un ansamblu de construcții și instalații cu ajutorul cărora se asigură circulația materialului rulant (tren, vagoane) în vederea efectuării transporturilor de călători și bunuri materiale. Calea ferată este una din cele mai complexe lucrări inginerești, avându-se în vedere caracterul extrem de variat al construcțiilor și instalațiilor ce o compun pe de o parte, volumul și răspândirea lor pe de altă parte. O cale ferată care leagă două sau mai multe localități împreună este numită uzual, linie (de cale ferată). Între două localități (stații, gări) o cale ferată poate fi simplă sau dublă, cea din urmă permițând trafic simultan de trenuri în ambele sensuri, fără a necesita „încrucișări” în gări. În România, ecartamentul căii ferate standard este de 1.435 mm.

## Alcătuire

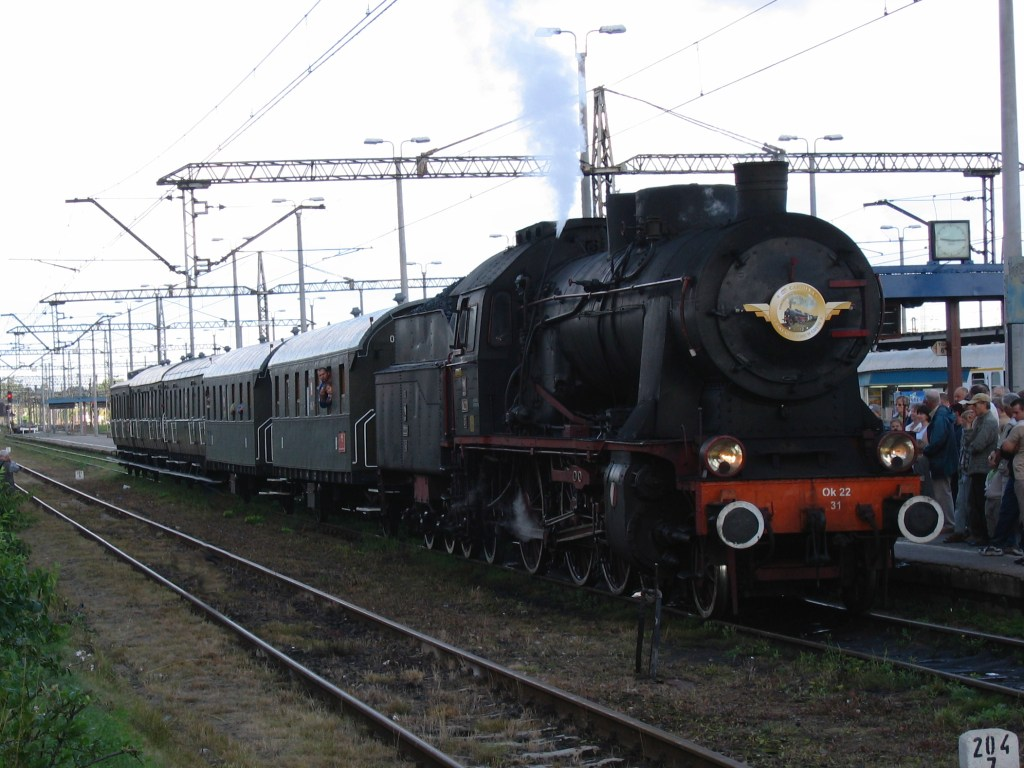
Trenul de colecție „Costerina”, Gdynia - Kościerzyna, Polonia

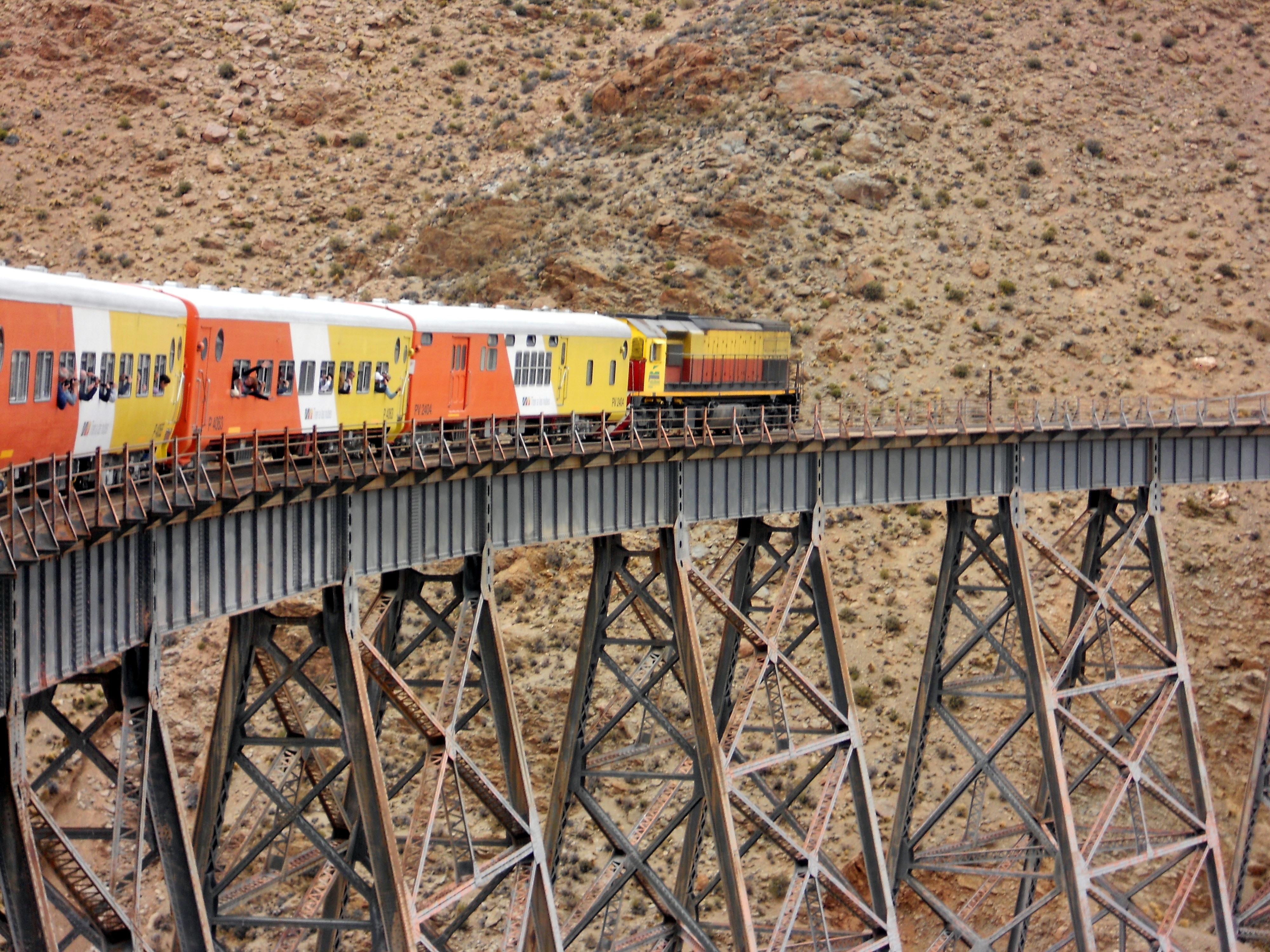
Cale ferată

Calea ferată se compune din linia propriu-zisă de rulare a trenurilor, lucrări funcționale cum ar fi poduri, podețe, viaducte, tuneluri, ș.a., construcții pentru deservirea călătorilor și a traficului de mărfuri (clădiri de călători, peroane, magazii, triaje ș.a.), instalații de automatizare, centralizare și bloc, cât și instalații de telecomunicații și construcții necesare reparării, întreținerii, echipării și alimentării materialului rulant.

## Clasificare
Calea ferată poate fi clasificată după:

### Ecartament
- cu ecartament normal, de 1.435 mm;
- cu ecartament larg, mai mare de 1.435 mm;
- cu ecartament îngust, sub 1.435 mm;

În România ecartamentul adoptat este cel de 1.435 mm, însă există și căi ferate istorice cu ecartament îngust.

### Importanța economică
Lungimea rețelei de căi ferate în România: total: 11.385 km, din care electrificată: 3.888 km.
- linii principale: liniile care leagă marile orașe;
- linii magistrale: linii de o importanță deosebită pe traseul cărora trenurile de marfă sau de călători au trasee directe.

În România există următoarele magistrale: București - Timișoara; Brașov - Arad; București - Oradea; Brașov - Satu Mare; București - Vicșani, Făurei - Iași; București - Galați; București - Mangalia;
- linii secundare
- linii de interes local
- linii turistice

### După relief
- linii muntoase
- linii în zone deluroase
- linii de șes